# Дукуре, Сирине
Сирине́ Скене́ Дукуре́ (фр. Siriné Ckene Doucouré; род. 8 апреля 2002, Ножан-сюр-Марн) — малийский футболист, нападающий клуба «Лорьян». Выступает на правах аренды за клуб «Валансьен».

## Клубная карьера
Дукуре — воспитанник клубов «Париж» и «Шатору». 12 сентября 2020 года в матче против «Валансьена» он дебютировал в Лиге 2 в составе последних. 2 февраля 2021 года в поединке против «Шамбли» Сирине сделал «дубль», забив свои первые голы за «Шатору». В 2022 году Дукуре перешёл в «Лорьян». 4 сентября в матче против «Аяччо» он дебютировал в Лиге 1. 20 августа 2023 года в поединке против «Ниццы» Сирине забил свой первый гол за «Лорьян». 